# (2997) Кабрера
(2997) Кабрера (исп. Cabrera) — типичный астероид главного пояса, который был открыт 17 июня 1974 года в обсерватории им. Феликса Агилара и назван в честь аргентинского астронома Лаурентино Кабрера (исп. Laurentino Ascencio Cabrera).

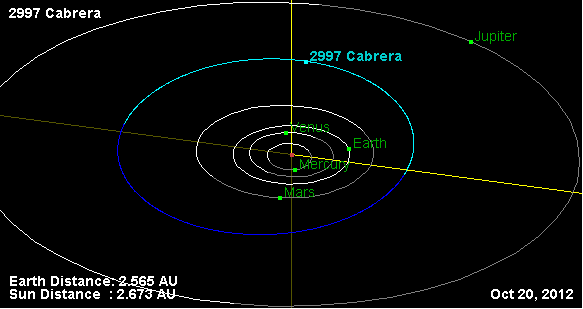
Орбита астероида Кабрера и его положение в Солнечной системе